# Павлово-Посадские известия
Па́влово-Поса́дские изве́стия — еженедельная общественно-политическая газета Павлово-Посадского района Московской области. Газета является одной из старейших в районе, издаётся с 1919 года.
Газета выходит на 24 полосах формата А3 по четвергам и распространяется по почтовой и редакционной подписке, через розничную сеть «Союзпечать» и в электронной версии.

## История газеты
Газета ведёт свою историю со времён первого периодического издания Павлово-Посадского района «Павловские известия», первый номер которых вышел в 28 июля 1919 года. Спустя 4 номера газету переименовали в «Известия Павлово-Посадского Совета рабочих и красноармейских депутатов».
После административного и территориального включения Павлово-Посадской волости в состав Орехово-Зуевского округа и вплоть до сентября 1930 года газета не издавалась.
В 1934 году газета стала называться «Ударник». Номера выходили ежедневно, кроме понедельника. Газета, ставшая к тому времени органом Павлово-Посадского горкома РК ВКП(б) Исполкома горсовета и райсовета Московской области, освещала события не только Павловского Посада, но и ближайших поселений (так, в 1951 году в районе насчитывалось 17 колхозов). В издании много упоминается о работе местных предприятий. Например, комбинат пожарных рукавов (сейчас ПО «Берег») расширял производство, увеличивал выпуск льняных тканей, у предприятия на Больших Дворах было заложено два новых 8-квартирных дома. В газете находили отражение и события государственного масштаба. В статье, которая называлась «Грандиозное сооружение сталинской эпохи», речь шла о строительстве Волго-Донского судоходного канала в Ростовской и Сталинградской областях..
В 50-х годах XX века газета под названием «Ленинская Искра» выходила ежедневно на двух листах. В газете содержалось больше фотографий, чем прежде, а заметки часто рассказывали не только об общих тенденциях развития района, но о его лучших жителях.
За все предыдущие годы печатной жизни газете (вместе с самим районом) пришлось преодолеть немало трудностей — череду закрытий и открытий, а также смену типографий и «портов приписки», связанных с подчинением Павловского Посада то Орехово-Зуеву, то Ногинску вплоть до образования 22 января 1965 года Павлово-Посадского района.
С 1961 года районная газета начала выходить под названием «Знамя Ленина» и являлась органом Павлово-Посадского Горкома КПСС и Исполкома Павлово-Посадского Горсовета депутатов трудящихся Московской области. Одним из редакторов районной газеты тех лет был Иван Семенович Дорофеев. В состав редакции входили: К. И. Оброков, И. С. Дорофеев, П. Ф. Лыхин, А. П. Денисов, Г. А. Хламова, Л. И. Смирнова, З. В. Маркова, Р. А. Гончаров. В 1974 году газета была участницей ВДНХ. Редактор и ряд сотрудников были награждены бронзовыми медалями и почётными грамотами.
В 1999 году районная газета стала называться «Павлово-Посадские известия». В марте 2005 года произошла реорганизация редакции газеты из муниципального предприятия в Государственное учреждение Московской области «Информационное агентство Павлово-Посадского района Московской области». Переход в состав Министерства по делам печати и информации дал новый толчок в развитии газеты. В состав соучредителей вошли все администрации городских и сельских поселений, а также районная администрация.
С 2006 года директором-главным редактором являлась Марина Савушкина. С 2009 года Информационное агентство стало государственным автономным учреждением Московской области. А в 2010 году главным редактором становится Красова Елена Анатольевна.

### Юбилей
С выхода первого номера «Павлово-Посадских известий» в 1919 году прошло 95 лет.
В выставочном зале «Дом Широкова» 31 июля прошёл торжественный вечер, посвящённый юбилею газеты «Павлово-Посадские известия». На вечере присутствовали бывшие редакторы газеты, ныне работающие журналисты и корреспонденты, а также читатели газеты. Редакцию «Павлово-Посадских известий» был награждён благодарственным письмом от главы района Олега Соловикова.
К юбилею газеты редакция была издана книга «Передовица», куда вошли воспоминания редакторов, журналистов, статьи об истории развития района, опубликованные в газете в разные годы.

### Главные редакторы
- Василий Григорьевич Фуров (c 1934 по 1939 год)
- Константин Иванович Оброков
- Пётр Фёдорович Лыхин
- Иван Семёнович Дорофеев
- Михаил Иванович Калакуцкий
- Владимир Борисович Овецкий
- Евгений Алексеевич Обухов
- Геннадий Витальевич Мигалевич
- Татьяна Владимировна Бердникова
- Марина Владимировна Савушкина
- Елена Анатольевна Красова

## Рубрики
«Горячая линия» посвящена обратной связи с жителями района, освещению коммунальных, жилищных вопросов, здравоохранения и образования. Еженедельно по понедельникам журналисты газеты с 10:00 до 12:00 ведут приём жалоб от населения, принимают вопросы, связываются с руководством района и городских и сельских поселений, выезжают на место для того, чтобы лучше разобраться в проблемах, стараются помочь в разрешении тех или иных проблем.
Рубрики «Человек труда» и «От первого лица» посвящены людям, любящим свою профессию, простым труженикам и руководителям.
Рубрика «Московия» освещает жизнь Подмосковного региона, встречи губернатора с жителями. Также здесь публикуются проблемные материалы о насущном и о путях их решения.
В рубрике «Краеведение» публикуются материалы об истории района. Каким был Павловский Посад в прошлом, какими были его люди?
Также в газете есть рубрики, которые покажутся интересными разной возрастной аудитории. Среди них: «Ветеран», «Социалка», «Духовное просвещение», «Пульс молодёжи», «Детский час».
.
В качестве приложения к газете выходит развлекательное издание «Досуг плюс ТВ» с рекламно-информационными материалами и ТВ-программой.
На сайте газеты размещаются анонсы мероприятий и материалов, свежие новости.

## Состав редакции
- Красова Елена Анатольевна — директор-главный редактор с 2010 года, до этого времени работала в газете корреспондентом, заместителем директора-главного редактора. Член Союза журналистов России с 2007 г. Награждена грамотой губернатора Московской области, грамотами и благодарственными письмами главы района, победитель областных творческих конкурсов.
- Кабанова Людмила Николаевна — главный бухгалтер.
- Пушкина Ирина Геннадьевна — заместитель директора-главного редактора.
- Березин Юрий Сергеевич — ответственный секретарь.
- Шахиджанова Елена Николаевна — заведующий отделом экономики, автор и выпускающий радиопередачи.
- Жужина Галина Владимировна — редактор сайта районной газеты «Павлово-Посадские известия».
- Троицкая Марианна Александровна — заведующий общественно-политическим отделом газеты.
- Коваль Ирина Владимировна (находится в отпуске по уходу за ребёнком).
- Левина Светлана Сергеевна — корреспондент отдела экономики.
- Коркина Марина Сергеевна — корреспондент общественно-политического отдела.
- Кружкова Елена Ивановна — заведующий отделом рекламы, подписки и доставки.
- Коноваликова Ольга Владимировна — главный специалист отдела рекламы, подписки и доставки.
- Попова Анна Валерьевна — главный специалист.
- Павлова Елена Евгеньевна — корректор.
- Болотова Наталья Владимировна — звукорежиссёр.[11]